# 东亚柄盖蕨
东亚柄盖蕨（学名：Peranema cyatheoides var. luzonicum）为球盖蕨科柄盖蕨属下的一个变种。